# Andrea Bienias
Andrea Bienias (Leipzig, 11 november 1959) is een atleet uit Duitsland.
Op de Olympische Zomerspelen van Moskou in 1980 nam Bienias deel aan het onderdeel hoogspringen, waar ze als zesde eindigde.
In 1983 werd ze 10e op de wereldkampioenschappen atletiek. In 1986 werd ze Europese kampioene indoor.
In 1982 sprong ze haar pr, met 1.99 meter.
- World Athletics: 14349789